# إيتا، كيريباتي
إيتا هي مستوطنة في كيريباتي. وهي تقع على شعب حلقي في جنوب تاراوا.